# Christian Günther
Christian Ernst Günther, född 5 december 1886 i Stockholm, död 6 mars 1966 i Oscars församling i Stockholm, var en svensk diplomat. Han var partilös utrikesminister under andra världskriget, från den 13 december 1939 till 31 juli 1945.

## Ursprung och tidig karriär
Christian Günther var son till diplomaten Ernst Günther (i dennes andra giftermål) och Georgina ”Gigi” Boltenhagen (född 1860) samt sonson till Claës Günther. Han hade sex syskon varav ett halvsyskon, bland andra Annie Löfstedt. Han gifte sig 20 september 1909 med konstnären Ingrid Sjöberg. Han blev också svåger med justitierådet Erik Lind, professor Einar Löfstedt, Dagens Nyheters kulturchef Torsten Fogelqvist och på hustruns sida med poeten Anders Österling. Han var far till konstnären Lena Strååt, gift med skulptören Göran Strååt, och till ytterligare två barn. Släkten Günther, som är adlig, har en lång tradition av radikala politiker, ämbetsmän och diplomater. Christian Günthers far var envoyé i Oslo, den första efter unionsupplösningen.
Christian Günther avlade mogenhetsexamen 1904 vid Nya elementarläroverket i Stockholm och började sedan studera vid Uppsala universitet. Han tog god tid på sig för studierna, flyttade till Lunds universitet där han avlade filosofie kandidatexamen 1909 och juris kandidatexamen 1916. Efter examen började han arbeta som notarie på Folkhushållningskommissionen. Han kom 1918 till Lantbruksstyrelsen, och 1920 blev han sekreterare i tull- och traktatkommissionen och 1922 fick han en tjänst som tillförordnad förste kanslisekreterare på Handelsdepartementet samt chef för departementets traktatbyrå. År 1924 var han statsminister Hjalmar Brantings handsekreterare. Året därefter blev han tillförordnad chef vid speciella handelsavdelningen vid Utrikesdepartementet och 1928 chef där.
År 1930 utnämndes han till utrikesråd, och 1931–1934 var han envoyé i Buenos Aires (Argentina) samt även sidoackrediterad i Santiago de Chile (Chile), Montevideo (Uruguay) och Asunción (Paraguay), 1934–1937 var han kabinettssekreterare, och därefter envoyé i Oslo 1937–1939.

## Författarkarriär
Under sin tid vid Lunds universitet verkar Günther ha lagt sin energi på sitt intresse för litteratur: 1910 skrev han sagospelet Prins Tariel, novellsamlingen Djäfvulens bländverk samt 1913 en diktsamling. Enligt diplomaten Krister Wahlbäck är hans novellsamling Vineta från 1916 Günthers bästa skönlitterära insats. Åren 1918–1919 skrev han recensioner i den vänsterliberala Aftontidningen och sporadiskt i Dagens Nyheter. Hans fars Äventyrens värld hade premiär på Dramaten 1924 med Olof Winnerstrand i huvudrollen samt Alf Sjöberg och Holger Löwenadler i mindre roller. Pjäsen spelades 24 gånger och fick bra kritik i pressen. 1939 verkade han fortfarande se sitt författarskap som en betydande syssla, då han titulerade sig "envoyé, författare" i Vem är det.

## Utrikesminister under andra världskriget

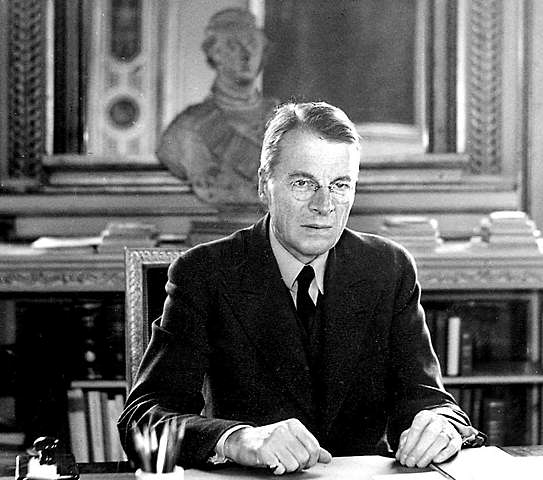
Christian Günther bakom sitt skrivbord i Arvfurstens palats, 1940.

Günther utnämndes i december 1939 till partineutral utrikesminister i samlingsregeringen. Skiftet på utrikesministerposten föranleddes av att dåvarande utrikesminister Rickard Sandler ansåg att svensk trupp skulle föras över till Åland för ett gemensamt svensk‐finskt försvar av ön. Regeringschefen och särskilt den i regeringen inflytelserike finansministern Ernst Wigforss samt försvarsministern Per Edvin Sköld delade inte Sandlers åsikt. Wigforss var den som hårdast drev frågan om att ersätta Sandler. Regeringen menade dessutom att det kritiska läget i Europa motiverade en yrkesdiplomat i stället för en partiansluten politiker på posten, och efter det att Carl Hamilton, envoyé i Köpenhamn, hade avböjt, föll valet på Christian Günther, som var välkänd i regeringskretsen. Günthers ministerperiod 1939–1945 anses allmänt ha varit en av de mest svårhanterliga i Sveriges historia.
Under andra världskriget kritiserades Christian Günther för tyskvänlighet, särskilt under de kritiska åren 1940–1941. Den svenska neutralitetspolitiken var Günthers ansvarsområde som utrikesminister och som med hans egna ord innebar "bevarandet av Sveriges fred samt yttre och inre frihet". Günther har kritiserats för transiteringstrafiken av militär och krigsmateriel mellan Norge och Tyskland efter den tyska invasionen i april 1940, samt för restriktioner i tryckfriheten, där konflikten med redaktören Torgny Segerstedt fick stor uppmärksamhet. Arvid Richert, svenskt sändebud i Berlin 1937–1945, var en bidragande orsak till Günthers ställningstagande, då denne varnade för konsekvenserna om Sverige vägrade permittenttrafik eller uttryckte öppen kritik mot Tyskland. Günther försvarade transiteringstrafiken med att "fientligheterna i Norge upphört", varför han inte kunde gå med på samma eftergift då de allierades begärde att få frakta trupper till Finland under det finska vinterkriget 1939/1940. Mot detta resonemang anförde bland andra Segerstedt att kriget ännu pågick mellan Tyskland och England. Kritiken mot statsminister Per Albin Hansson kom inte att bli lika stark trots att han var den högste ansvarige. Günther hade dock ett starkt stöd i riksdagen, då det allmänt ansågs att den förda politiken var nödvändig för att hålla Sverige utanför kriget. Statsminister Per Albin Hansson och utrikesminister Christian Günther bildade ett skickligt radarpar i svensk utrikespolitik december 1939–juli 1945. Per Albin berömde Günther för hans insats vid avgången 1945 och sade att det aldrig hade varit några misshälligheter mellan de båda om utrikespolitiken. Det är ett talande vittnesbörd. Günther var främst en stor Finlandsvän, och bidrog genom sina diplomatiska insatser att få fram en fred för Finland med Sovjetunionen i mars 1940 och i augusti 1944. 
Kritiken mot tryckfrihetspolitiken under kriget har drabbat Günther i högre grad än andra statsråd, men även justitieminister K. G. Westman brukar hållas fram som ansvarig. Utrikesministerns skuld bestrids dock av UD-mannen Olof Rydbeck, som påpekat att statsminister Per Albin Hansson förordade ingripanden 1940–1942 mot pressen i form av de så kallade beslagen utan rättegång (TF 1812) och det så kallade transportförbudet på statliga järnvägar. Tryckfrihetspolitiken bestämdes inte på UD:s pressavdelning, utan av regeringen. Regeringens presspolitik var dock komplicerad. Någon förhandscensur och utgivningsförbud infördes inte i Sverige under krigsåren 1939–1945, vilket var unikt för Europa. Däremot skrevs möjligheten till att införa dessa åtgärder i krig och vid krigsfara in i grundlagen, TF, av riksdagarna 1940–1941, men detta tillämpades aldrig. Dessutom förekom påtryckningar på pressen om att inte publicera uppgifter om militära förhållanden, flyktingar med mera (TT:s "grå lappar till redaktionerna"). Informationsstyrelsen, som lydde under UD, sökte också på frivillig väg dämpa pressens kritik av främst Hitler och Nazityskland under "de mörka åren 1940–1942". Dessutom fanns den statliga Pressnämnden, som på frivillig väg strävade efter att dämpa presskritiken av främst Nazityskland i svensk press. Torgny Segerstedt i GHT vägrade att befatta sig med Pressnämndens cirkulärskrivelser till de svenska tidningarna. Ytterst kunde denna tryckfrihetspolitik ses som samlingsregerings presspolitik med UD och utrikesministern som huvudansvarig. I realiteten var tryckfrihetspolitiken en del av den svenska säkerhetspolitiken mot stormakterna, och då främst mot Nazityskland, under krigsåren 1939–1945.
Under krigets slutskede verkade Günther för att frisläppa danskar och norrmän från koncentrationsläger. Redan 1943 hade han själv upprättat kontakter med finska medicinalrådet Felix Kersten som hade nära förbindelser med Heinrich Himmler. Under slutet av 1944 började planen verkställas, och greve Folke Bernadotte blev inkallad som representant för Röda Korset. Det kan nämnas att den hårt kritiserade så kallade baltutlämningen verkställdes året efter Günthers avgång, av en regering ledd av Tage Erlander och med Östen Undén som utrikesminister.
Günther var av uppfattningen att hans främsta insats som utrikesminister var under finska vinterkriget, då han avvärjde de allierades planer på att skapa en front mot Tyskland i Sverige. Han hade goda kontakter med Aleksandra Kollontaj, Sovjetunionens envoyé i Stockholm, och lyckades hålla Sverige neutralt till den 22 juni 1941 då han yrkade bifall för att Engelbrechtdivisionen transiterades från Norge till Finland via Sverige. Regeringsbeslutet drevs igenom med stöd av bland annat kung Gustaf V och blev orsaken till den så kallade midsommarkrisen juni 1941. För denna eftergift, och det många ansåg vara, regeringens åsidosättande av neutralitetspolitiken, har Günther blivit kritiserad. Officiellt framhölls att åtgärden var en engångsföreteelse, och senare liknande krav från Tyskland avslogs av regeringen på inrådan av Günther. En transport av 500 sjuka tyska soldater tilläts dock mellan Torneå och Helsingborg årsskiftet 1941–1942. Den så kallade permittenttrafiken var tågtransporter av obeväpnade tyska soldater på permission från Oslo via Sverige till Tyskland under åren 1940–1943. Det ansågs vara inom ramarna för neutraliteten av den svenska regeringen medan transporter av militär materiel, som avgjordes från fall till fall (inget generellt tillstånd), kritiserades av Storbritannien och senare Sovjetunionen och USA, dock inte i någon stor omfattning. 1942–1943 tryckte västmakterna på Sverige i fråga om krigshandeln (lejdtrafiken, olja med mera) och kopplade detta till det tyska transiteringstrafiken. Det ledde till att det svensk-tyska avtalet sades upp i augusti 1943 och att Sverige sedan gynnades av de allierade i krigshandeln, diplomatiskt med mera. Günther var i hög grad drivande för omläggningen av denna politik och var alltså i detta skede i hög grad västmaktsvänlig, vilket balanserar bilden av tyskvänlighet från åren 1940–1941. Detta var dessutom i hög grad samlingsregeringens politik under ledning av Per Albin Hansson.
Trots att Sverige fått mottaga kritik för transiteringstrafiken, var Günther i allmänhet mycket ansedd i Sverige då han lämnade posten som utrikesminister 1945 och fick 200 000 kronor som företag och enskilda personer samlat till en extra pension.

## Efter andra världskriget

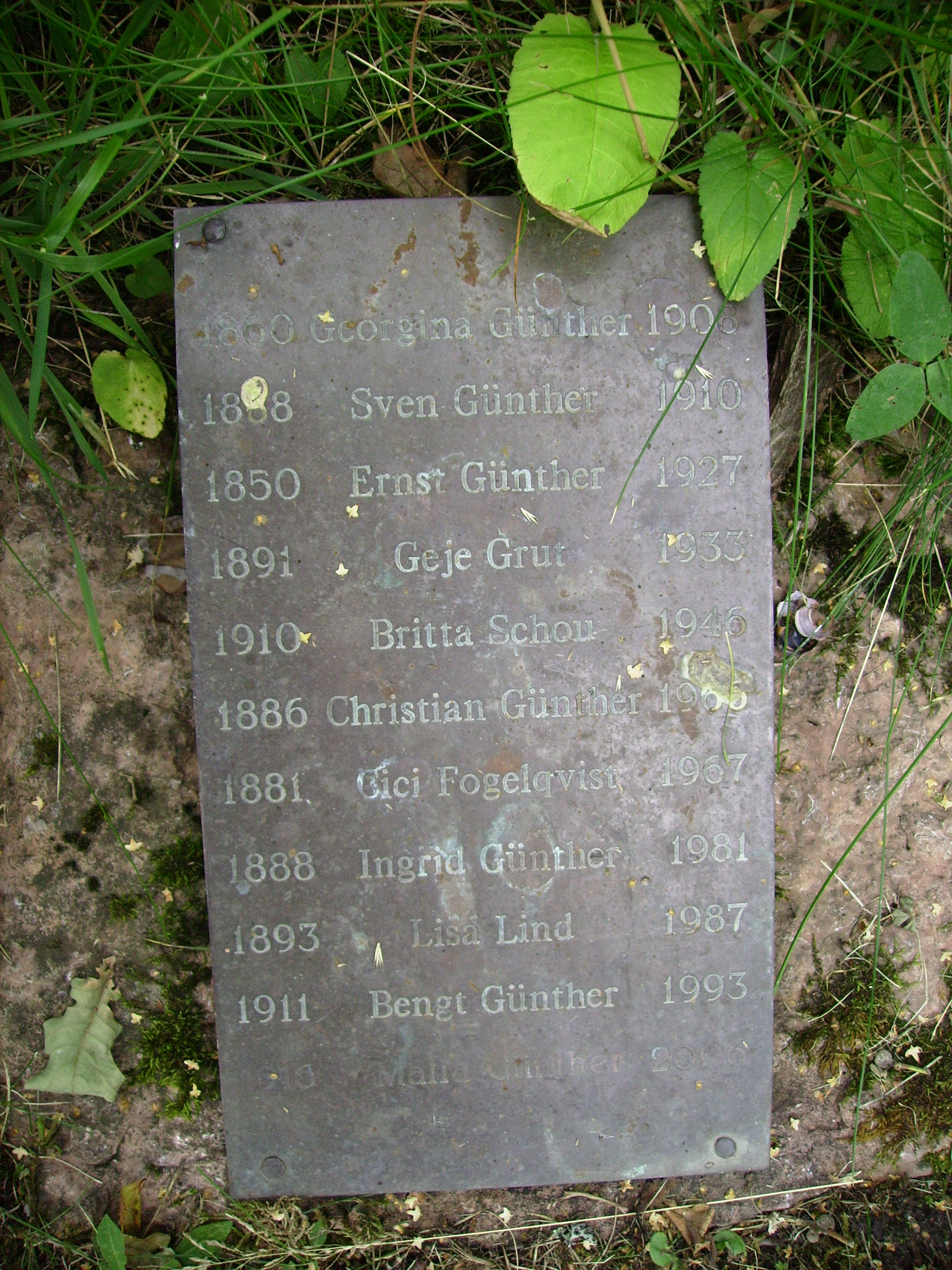
Christian Günthers gravvård på Djursholms begravningsplats.

Efter kriget utsågs han till minister i disponibilitet. Han hade först blivit utnämnd till envoyé i Köpenhamn, men den danske kungen förklarade att man inte ville se honom där. Han var verksam i Rom 1946–1950 som sändebud.
Som person var Günther distanserad, liberal och intellektuell och han röstade oftast på Socialdemokraterna, och lade ner energi på vad han ansåg vara väsentligt, men delegerade övrigt till sina medarbetare vid UD, där särskilt utrikesrådet Staffan Söderblom gjorde insatser för förbindelserna med Tyskland. Kabinettssekreteraren Erik Boheman uttalade sig om Günther och menade att denne "inte var särskilt effektiv i administrativt hänseende men omdömesgill i politiska och handelspolitiska frågor". På senare år har Günther kritiserats, bland annat i Wallenbergutredningen 2003 om Raoul Wallenbergs försvinnande.

## Utmärkelser

### Svenska utmärkelser
- Riddare och kommendör av Kungl. Maj:ts orden (Serafimerorden), 6 juni 1942.[8]
- Kommendör med stora korset av Nordstjärneorden, 6 juni 1940.[9]
- Kommendör av första klassen av Nordstjärneorden, 25 november 1933.[10]
- Kommendör av andra klassen av Nordstjärneorden, 28 november 1929.[11]
- Riddare av Nordstjärneorden, 1926.[12]
- Ordens vice kansler av Kungl. Maj:ts orden, 1944.[8]

### Utländska utmärkelser
- Storkorset av Argentinska San Martín Befriarens orden, tidigast 1955 och senast 1959.[13][14]
- Storkorset av Belgiska Leopold II:s orden, tidigast 1935 och senast 1937.[15][16]
- Storofficer av Belgiska Leopold II:s orden, tidigast 1925 och senast 1928.[17][18]
- Storkorset av Brasilianska Södra korsets orden, tidigast 1935 och senast 1937.[15][16]
- Storkorset av Chilenska förtjänstorden, 1940.[19][20]
- Storkorset av Danska Dannebrogorden, tidigast 1935 och senast 1937.[15][16]
- Riddare av Danska Dannebrogorden, 1923.[17][21]
- Första klassen av Estniska Vita stjärnans orden, 1938.[22][23]
- Storkorset av Finlands Vita Ros’ orden, tidigast 1950 och senast 1955.[13][24]
- Storkorset av Grekiska Frälsarens orden, tidigast 1947 och senast 1950.[24][25]
- Storkorset av Lettiska Tre Stjärnors orden, 1937.[16][22]
- Storkorset av Litauiska Storfurst Gediminas orden, 1937.[16][22]
- Storkorset av första klassen av Mexikanska Aztekiska Örnorden, 1943.[26][27][28]
- Storkorset av Nederländska Oranien-Nassauorden, tidigast 1945 och senast 1947.[25][28]
- Storkorset av Norska Sankt Olavs orden, 1939.[19][23]
- Riddare av första klassen av Norska Sankt Olavs orden, 1923.[17][21]
- Storkorset av Peruanska Solorden, 1940.[19][20]
- Storkorset av Polska Polonia Restituta, 1937.[16][22]
- Officer av Polska Polonia Restituta, tidigast 1925 och senast 1927.[17][18]
- Storkorset av Portugisiska Kristusorden, 1944.[27][28]
- Storkorset av Ungerska republikens förtjänstorden, tidigast 1947 och senast 1950.[24][25]
- Tyska örnens orden (med grad som på svenska angivits som Storofficer), 1938.[22][23]

## I populärkulturen
I en tv-film från 1988, Fyra dagar som skakade Sverige – Midsommarkrisen 1941, gestaltas han av skådespelaren Sven Lindberg.

## Citat
- Wikiquote har citat av eller om Christian Günther.